# Сонин, Константин Исаакович
Константи́н Исаа́кович Со́нин (род. 22 февраля 1972, Москва) — российский экономист, профессор Чикагского университета (John Dewey Distinguished Service Professor). Кандидат физико-математических наук, с 2001 по 2013 год занимал должность профессора РЭШ и ЦЭФИР, с 2011 по 2013 год — пост проректора Российской экономической школы, где отвечал за создание Совместного бакалавриата ВШЭ-РЭШ, в 2013—2014 годы был проректором ВШЭ, в 2013—2022 также профессор и научный руководитель Факультета экономических наук НИУ ВШЭ.

## Биография
Окончил московскую школу № 57 в 1989 году и механико-математический факультет МГУ в 1995 году, 3 апреля 1998 года там же получил степень кандидата физико-математических наук (диссертация «Кольца лорановских рядов»; официальные оппоненты Д. В. Тюкавкин и И. В. Кожухов). Ученик А. В. Михалёва. В 1998 году получил в РЭШ степень магистра экономики.
С сентября 2001 года до декабря 2008 года был доцентом (англ. associate professor), а с января 2009 года до августа 2013 года — полным постоянным профессором (англ. tenured professor of economics) Российской экономической школы (РЭШ). С 2011 года до августа 2013 года был проректором Российской экономической школы.
С 2001 до 2013 года работал в ЦЭФИР, до этого — в Российско-Европейском центре экономической политики (RECEP). Является приглашённым исследователем в лондонском Центре экономико-политических исследований (CEPR) и Стокгольмском институте переходной экономики (SITE). В 2000—2001 учебном году был приглашённым постдокторантом в Гарварде, в 2004—2005 — приглашённым исследователем в Институте перспективных исследований, в 2009—2010 годах — приглашённым профессором менеджмента в бизнес-школе Kellogg Северо-западного университета (Иллинойс, США). В мае 2014 года был приглашённым исследователем в институте Беккера—Фридмана Чикагского университета.
Является профессором кафедры институциональной экономики и научным руководителем Факультета экономических наук НИУ ВШЭ. Является сооснователем совместного бакалавриата ВШЭ и РЭШ. С августа 2013 года по январь 2015 года занимал пост проректора ВШЭ, однако был вынужден подать в отставку по политическим причинам.
С сентября 2015 года стал профессором Школы государственной политики имени Ирвинга Харриса Чикагского университета.

## Научная деятельность
Область исследований — современная политическая экономика, экономика развития, новая институциональная экономика, теория аукционов и экономика информации.
Публиковался в Quarterly Journal of Economics, American Economic Review, Econometrica, Review of Economic Studies.
На октябрь 2021 года индекс Хирша по РИНЦ — 24, по ядру РИНЦ — 19 (самый высокий среди российских экономистов), по версии WOS — 17, по версии Scopus — 19.
Является членом редколлегии журналов Baltic Journal of Economics (с 2014 года), Journal of Comparative Economics (с 2009 по 2017 год), European Journal of Political Economy (с 2011 по 2017 год) и Journal of the European Economic Association (с 2011 по 2017 год).

## Основные области научной деятельности
- Институциональная экономика. Сониным было показано, что в условиях, когда экономические субъекты имеют возможность защищать права собственности частным образом (например, с помощью лоббирования, коррупции или найма частной охраны), они снижают свой спрос на качественную защиту прав собственности со стороны государства[7]. Экономика может оказаться в долгосрочном равновесии, в котором институты защиты прав собственности несовершенны. В такой экономике перераспределение происходит не только от богатых к бедным в результате прогрессивного налогообложения («перераспределение по Робин Гуду», но и от бедных к богатым в результате того, что богатые захватывают ключевые институты («перераспределние по принцу Джону»). Эта теория институциональной эволюции в дальнейшем была развита и дополнена[8][9][10]. В последующих работах приводилсян обзор работ по институциональной эволюции и институциональной устойчивости[11].
- Динамическая политическая экономия. В серии работ Сонина, Аджемоглу и Егорова построена модель формирования устойчивых коалиций в условиях динамической несостоятельности[12][13]), общая теория расширения демократической франшизы[14][15]), динамическая модель политической борьбы в условиях неопределенности[16] и модель устойчивости франшизы в присутствии социальной мобильности, «гипотеза де Токвиля»[17]). Было показано, как война может стать неизбежной, если слабая сторона отрицательно относится к риску, а бесконечное деление трансферов (уступок) невозможно[18]. Рассмотрена возможность того, как восстановление «прежнего режима» может задать «зависимость от пути» в условиях динамической несостоятельности[19].
- Экономика «ресурсного проклятия». В цикле работ о «ресурсном проклятии»[20][21] предложены и протестированы теории влияния природных ресурсов на институты. Показано негативное влияние природных ресурсов на свободу СМИ в авторитарных режимах[22], а также влияние повышения цен на нефть на права собственности и специфику контрактов в нефтяной отрасли[23][24].
- Экономика средств массовой и информации и пропаганды. Предложено применение модели Байесова убеждения для моделирования взаимодействия государства и СМИ[25]. Эта же модель развита в теориях, связывающих свободу СМИ с угрозами революций и военных переворотов[26]) и теории информационных операций. В этой же работе показано существенное влияние «положительной» пропаганды. Показано существенное влияние записей в блогах на показатели компаний на фондовом рынке[27].
- Политическая экономика недемократических режимов. В работах рассматривается быстро растущая область экономической науки — политическая экономика недемократических режимов[28][29]. Помимо работ по институциональной динамике и о свободе прессы, в работах Сонина обсуждаются вопросы формирования коалиций как теоретически, так и применительно к периоду 1989—1991 годов в России[30]. Предложено объяснение феномену проведения выборов в недемократических режимах[29]. Предложена модель популизма, в которой и кандидаты на выборах, и избиратели полностью рациональны[31].

## Общественная деятельность
С 1 апреля 2013 по 2017 год входил в состав Совета по науке при Министерстве образования и науки Российской Федерации.
С 2004 года вёл колонку в газетах «Ведомости»/VTimes (до 2021 года) и «The Moscow Times» (до 2017 года), также публицистические материалы Сонина выходили в «Новом литературном обозрении», «Неприкосновенном запасе», Esquire, «Огоньке», The New Times, «Коммерсанте», Le Banquet. Его экспертные мнения часто цитируются российскими средствами массовой информации.
В 2011 году опубликовал книгу «Sonin.ru: Уроки экономики». Книга стала финалистом премии «Просветитель» — 2011. В августе 2019 года вышло второе, дополненное издание «Когда кончится нефть и другие уроки экономики».
В 2022 году, после вторжения России в Украину, опубликовал в своём Telegram-канале информацию о резне в Буче и обстреле театра в Мариуполе. В марте 2023 года на Сонина в России было заведено уголовное дело по статье о «фейках» про российскую армию, в мае 2023 года объявлен в России в федеральный розыск (находясь в США).

## Семья
- Дед — Михаил Яковлевич Сонин (1910—1984), доктор экономических наук, профессор, теоретик рынка труда[35][36][37].
- Отец — Исаак Михайлович Сонин, кандидат физико-математических наук, старший научный сотрудник ЦЭМИ РАН[38], профессор математики Университета Северной Каролины в Шарлотте[39].
- Сын — Максим Константинович Сонин (р. 1998), небинарная писатель/ница и сценарист/ка.

## Награды
За свои достижения был неоднократно отмечен:
- В 2002—2003 годы был признан Российской академией наук «Лучшим экономистом РАН».
- В 2004 году получил золотую медаль Глобальной сети развития и Всемирного банка.
- В 2007 году был награждён Премией имени Овсиевича.
- В 2012 году был награждён Почётной грамотой Правительства Российской Федерации за заслуги в научной работе и вклад в дело подготовки высококвалифицированных специалистов.
- В 2020 году был награждён Премией Егора Гайдара за выдающийся вклад в области экономики[40].
- AEJ[англ.] Best Paper Award (2021) в области прикладной экономики за исследование «Social Media and Corruption»[41].

## Избранные публикации
- Social Mobility and Stability of Democracy: Re-evaluating de Tocqueville (с Дароном Асемоглу и Георгием Егоровым), Quarterly Journal of Economics, 133: 2, 1041—1105, May 2018.
- Social Media and Corruption (с Рубеном Ениколоповым и Марией Петровой), American Economic Journal: Applied Economics, 10(1), 1-27, January 2018.
- Political Economy of Redistribution (с Даниелем Дирмайером[англ.] и Георгием Егоровым), Econometrica, 85(3), 851—870, May 2017.
- Formal Models of Nondemocratic Politics (со Скоттом Гельбахом и Миланом Своликом), Annual Review of Political Science, 19, 565—584, June 2016.
- Field Experiment Estimate of Electoral Fraud in Russian Parliamentary Elections (с Рубеном Ениколоповым, Василием Коровкиным, Марией Петровой и Алексеем Захаровым), Proceedings of the National Academy of Sciences, 110(2):448-52, 2013.
- Dictators and Their Viziers: Endogenizing the Loyalty-Competence Trade-off (с Георгием Егоровым), Journal of the European Economic Association, European Economic Association, vol. 9(5), 903—930, 2011.
- Why Resource-Poor Dictators Allow Freer Media: A Theory and Evidence from Panel Data (с Сергеем Гуриевым и Георгием Егоровым), American Political Science Review, 103 (4), 645—668, November 2009.
- Coalition Formation in Non-Democracies (с Дароном Асемоглу и Георгием Егоровым), Review of Economic Studies, 75(4), 987—1009, December 2008.
- Why the Rich May Favor Protection of Property Rights, Journal of Comparative Economics, 31 (4), 715—731, 2003, symposium issue on Appropriate Institutions for Growth. (Reprinted in M.Henrekson and R. Douhan, eds., The Political Economy of Entrepreneurship, Cheltenham: Edward Elgar, 2007)